# Ignace Lilien
Ignace (Ignacy) Lilien (Lemberg, 29 mei 1897 – Den Haag, 10 mei 1964) was een Nederlandse componist van Oostenrijkse afkomst.

## Biografie
Lilien werd geboren in het tot de Oostenrijks-Hongaarse dubbelmonarchie behorende Lemberg, het huidige Lviv in Oekraïne. Hij was zoon van een bankier. In zijn geboortestad studeerde hij bij de pianist Theodor Pollak, die ook onder meer Stefan Askenase tot zijn leerlingen telde en met wie Lilien bevriend raakte. Ook studeerde hij contrapunt bij Hermann Ehrlich.
Als zeventienjarige ondernam Ignace Lilien een fietstocht door Europa. Die voerde hem ook naar Nederland. Door het uitbreken van de Eerste Wereldoorlog kon hij niet naar huis terugkeren. Hij belandde in Delft, waar hij aan de Technische Hogeschool chemie studeerde. Vanaf 1922 tot zijn pensionering in 1962 was hij verbonden aan de Fabriek van Chemische Producten (FCP) in Rotterdam-Pernis.
Lilien trouwde en werd in 1927 door de FCP uitgezonden naar het Tsjechische Liberec. Hier werden twee zonen geboren. Hij studeerde in deze periode compositie bij Josef Suk.
In 1938 keerde het gezin, na de annexatie van het Sudetenland door nazi-Duitsland naar Nederland terug.
Tijdens de oorlogsjaren woonde hij in Apeldoorn. Ondanks zijn Joodse afkomst, ontkwam hij aan vervolging door de bezetter.
Na de Tweede Wereldoorlog maakte Lilien voor zijn werkgever talrijke buitenlandse reizen, die hem naar diverse Europese landen en naar Zuid-Amerika brachten. Vanaf 1945 tot zijn overlijden woonde hij in Den Haag. Hij overleed in het Ziekenhuis Bronovo en werd op 14 mei 1964 begraven op begraafplaats Nieuw Eykenduynen.

## Muziek
Zijn maatschappelijke loopbaan weerhield Lilien er niet van regelmatig als pianist op te treden. Zelfs tijdens zijn reizen naar Zuid-Amerika gaf hij concerten. Daarnaast componeerde hij een groot oeuvre in een persoonlijke, aan het expressionisme verwante stijl. 
Tot zijn werken behoren vier symfonieën, een vijfde bleef onvoltooid, de opera's Beatrijs (1922) en The great Catherine (1932, op tekst van George Bernard Shaw) die beide ook in het buitenland werden opgevoerd, kamermuziek, soloconcerten en veel vocale muziek, vooral liederen.

## Werken (sel.)
- Orkest
  - Symfonie no. 1 (1918, rev. 1937)
  - Symfonie no. 2 Le cercle divin voor solisten, koor en orkest (1921)
  - Symfonie no. 3 (1940-1941)
  - Symfonie no. 4 (1944)
  - Symfonie no. 5 (onvoltooid)
  - Het gelukkige eiland, symfonisch gedicht (1935)
  - Les Palmes dans le Vent(Etude Symphonique) (1950)

- Solo-instrumenten en orkest
  - Twee pianoconcerten (1919 en 1959)
  - Vijf nocturnes voor piano en orkest (1937)
  - Arcadisch concert (1943, versie voor twee fluiten en orkest en voor viool en orkest)
  - Celloconcert Dans le style galant (1945)
  - Dubbelconcert voor viool, piano en orkest (1954)
  - Vioolconcert (1957)
  - Concerto da camera voor fluit en orkest (1962)

- Zang en orkest
  - Des Vagabunden ewiges Lied, Symphonische Dichtung in fünf Gesängen für eine Männerstimme und großes Orchester (1918)
  - Elégie sur la mort d'une princesse enchantée (1918)
  - Vier Lieder vom Gott der Bettler (1923)
  - In het Atrium der Vestalinnen, cantate voor bariton, spreker, vrouwenkoor en orkest, naar fragmenten van het gedicht van Bertus Aafjes (1956)
  - Nyuk Tsin, oratorium voor solisten, koor en orkest (1961)

- Kamermuziek
  - Twee sonates voor viool en piano (1914 en 1945)
  - Twee sonates voor cello en piano (1918 en 1944)
  - Twee blaaskwintetten (1950 en 1952)
  - Strijkkwartet (1948)
  - Musica voor altviool (viola alta) en piano (1950)
  - Music for the smiling to-morrow (Trio voor piano, fluit en hobo of voor piano en twee violen (1955)

- Koor
  - Deux poèmes de Joachim du Bellay (1948)
  - A negro girl goes to school; cantate voor schoolkoor en instrumentaal ensemble (1957)
  - The Astronaut, ballade voor schoolkoor en ensemble (1961)
  - Afscheid, koorfantasie voor gemengd koor en piano op tekst van C.S. Adama van Scheltema (1963)

- Liederen
  - Veronica (1920)
  - Lieder für einsame Menschen (1935)
  - De ballade van Westerbork (1943)
  - Twee gedichten op tekst van Paul van Ostayen (1947)

- Biografisch Portaal: 06192030
- Gemeinsame Normdatei: 142817147
- International Standard Name Identifier: 0000 0001 1047 1170
- Library of Congress Control Number: no89001374
- Nationale Bibliotheek van Tsjechië: mzk2011621850
- Nationale Bibliotheek van Israël: 987007312218805171
- Nederlandse Thesaurus van Auteursnamen: 105455784
- Istituto Centrale per il Catalogo Unico: DDSV126832
- Virtual International Authority File: 26619446
- WorldCat: E39PBJjCV6RHfPGMVCt34GrXh3